# Dreambox

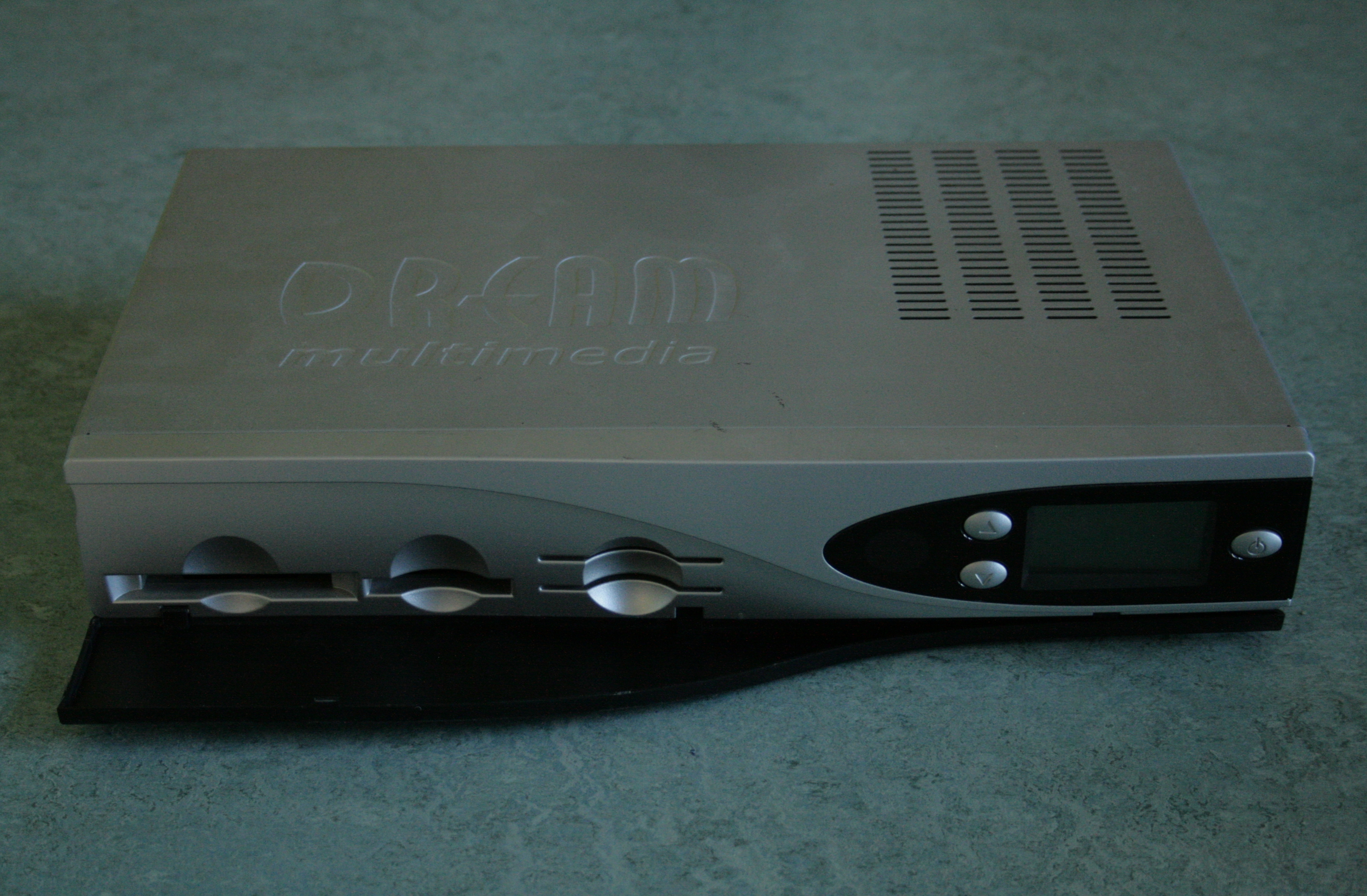
Une dreambox 7000-S

Dreambox est le nom d'une gamme de démodulateurs pour la réception par satellite, TNT ou câble fonctionnant sous Linux, développés et commercialisés par la société allemande Dream Multimedia.

## Description
Après ajout d'un disque dur, certaines Dreambox permettent d'enregistrer des émissions de télévision et de radio. Elles possèdent en général une liaison Ethernet qui permet de les relier à un réseau informatique (pour, par exemple, le changement des chaines et la programmation à distance), avec en outre l'utilisation de VLC media player.
On peut notamment programmer l'enregistrement d'une émission depuis n'importe quel téléphone portable compatible wap ou web.
La notoriété des décodeurs Dreambox s’est en partie forgée grâce à son succès commercial auprès des pirates de télévision payante. Les Dreambox, comme leurs contrefaçons (clones), sont en effet très populaires pour le piratage par cardsharing, tant et si bien que de nombreux utilisateurs ne se rendent pas toujours compte de l’illégalité de leur pratique et des risques qu’ils encourent.

## Modèles
(mai 2017).
Il existe plusieurs modèles :
- Dreambox 100 (simple tuner sans disque dur) OS propriétaire, pas de FTP, ni de WebIf
- Dreambox 500 (simple tuner sans disque dur) Enigma I (fin de production 2004)
- Dreambox 500 PLUS (simple tuner sans disque dur) Enigma I, plus de mémoire
- Dreambox 500 HD (simple tuner sans disque dur) Enigma II, plus de mémoire
- Dreambox 600 PVR (simple tuner avec disque dur) Enigma I ou Enigma II
- Dreambox 800 HDTV (simple tuner SD/HDTV avec disque dur) Enigma II
- Dreambox 56X0 (simple tuner), Enigma I; la version 5600 n'a pas de port Ethernet RJ45 (fin de production)
- Dreambox 7000 (simple tuner avec disque dur), Enigma I (fin de production)
- Dreambox 7020 (simple tuner avec disque dur), Enigma I ou II (il existe trois générations)
- Dreambox 7025 (double tuner mixable avec disque dur) (tuner satellite, tuner TNT ou tuner réseau câblé au choix), Enigma II (fin de production)
- Dreambox 7025 PLUS (double tuner mixable avec disque dur) écran OLED en façade à la place du LCD, Enigma II
- Dreambox 8000 HDTV (quadruple tuner compatible HDTV), permet aussi de lire des DivX, Enigma II

Les modèles DM600, DM800, DM7025 et DM8000 bénéficient de tuners amovibles et inter-changeables, donc on peut monter soit du S (satellite), T (terrestre) ou C (réseau câblé).
Ci-dessous un tableau résumant les caractéristiques de chaque modèle :
- S : Tuner Satellite (DVB-S);
- T : Tuner TNT       (DVB-T);
- C : Tuner Câble     (DVB-C).

Ces tuners sont au choix: S / C / T veut dire que la Dreambox en question est disponible au choix avec tuner S, C ou T. Pour passer de l'un à l'autre, un échange du module tuner est nécessaire. Pour une réception simultanée de DVB-S et DVB-T, il est nécessaire de disposer d'un modèle acceptant deux tuners (2x, donc 7025 ou 8000).
| DM                 | 7000           | 56x0           | 500(+)         | 500 HD     | 600 PVR        | 7020                   | 7025(+)          | 800 HD PVR      | 800 SE                             | 8000                         | 100            |
| ------------------ | -------------- | -------------- | -------------- | ---------- | -------------- | ---------------------- | ---------------- | --------------- | ---------------------------------- | ---------------------------- | -------------- |
| Production         | non disponible | non disponible | non disponible | disponible | non disponible | disponible             | 7025+ disponible | non disponible  | disponible                         | non disponible               | non disponible |
| Cycle de vie       | 2003-          | ?-             | 2006-          | 2010-      | 2007-          | ?-                     | 2005-            | 2008-           | 2010-                              | 2008-                        | 2007-          |
| SoC                | STB04500       | STB04500       | STBx25xx       | BCM7405    | STBx25xx       | STB04500               | Xilleon 226      | BCM7401         | BCM7405                            | BCM7400                      | ST510x         |
| Type CPU           | PPC            | PPC            | PPC            | MIPS       | PPC            | PPC                    | MIPS             | MIPS            | MIPS                               | MIPS                         | ?              |
| CPU (MHz)          | 252            | 252            | 252            | 400        | 252            | 252                    | 300              | 300             | 400                                | 400                          | ?              |
| RAM (MiB)          | 64             | 64             | 96             | 256        | 96             | 96                     | 128              | 256             | 256                                | 256                          | 256            |
| Flash (MiB)        | 8              | 8              | 32             | 64         | 32             | 32                     | 32               | 64              | 64                                 | 256                          | 64             |
| Type mémoire Flash | NOR            | NOR            | NOR            |            | NAND           | NAND                   | NAND             | NAND            | NAND                               | NAND                         | NAND           |
| S/E par défaut     | Enigma1        | Enigma1        | Enigma1        | Enigma2    | Enigma1        | Enigma1, Enigma2(beta) | Enigma2          | Enigma2         | Enigma2                            | Enigma2                      | ST OS          |
| DVB                | 1 × S          | 1 × S          | 1 × S/C/T      | 1 x S2     | 1 × S/C/T      | 1 × S                  | 2 × S/C/T        | S+S2/C/T        | S+S2/C/T                           | 2 x S+S2 (2x S/C/T optional) | 1 × S          |
| HDTV               | Non            | Non            | Non            | Oui        | Non            | Non                    | partielle        | Oui             | Oui                                | Oui                          | Non            |
| CI                 | 1              | 2              | 0              | 0          | 0              | 1                      | 1                | 0               | 0                                  | 4                            | 0              |
| CF                 | 1              | 0              | 0              | 0          | 0              | 1                      | 1                | 0               | 0                                  | Oui                          | 0              |
| SC                 | 2              | 1              | 1              | 1          | 1              | 2                      | 2                | 1               | 2                                  | 2                            | 1              |
| USB                | 1.1            | Non            | Non            | Non        | Non            | 1.1                    | 1.1              | 2 x 2.0         | 2 x 2.0 + 1 x Mini-USB maintenance | 2.0                          | 2.0            |
| LAN (Mbit/s)       | 100            | 100 (DM5620)   | 100            | 100        | 100            | 100                    | 100              | 100             | 100                                | 100                          | 100            |
| DD                 | 3.5"           | Non            | Non            | eSATA      | 2.5"           | 3.5"                   | 3.5"             | 2.5" int, eSATA | 2.5" int, eSATA                    | 3.5"+DVD                     | Non            |
| ATA                | parallèle      | Non            | Non            | MiniUSB    | parallèle      | parallèle              | parallèle        | série           | série                              | série                        | Non            |
| RF mod.            | Non            | Oui            | Non            | Non        | Non            | Oui                    | Oui              | Non             | Non                                | Non                          | ?              |
| SCART              | 2              | 2              | 1              | 1          | 1              | 2                      | 2                | 1               | 1                                  | 2                            | 1              |
| DVI                | 0              | 0              | 0              | HDMI       | 0              | 0                      | 0                | 0               | 1(HDMI)                            | 1(HDMI)                      | 0              |
| Display            | LCD            | LCD            | Non            | Non        | Non            | LCD                    | OLED             | OLED            | couleur OLED                       | OLED                         | Non            |

## Firmwares alternatifs et plugins
La distribution de Linux installée sur les Dreambox est généralement sous licence GNU GPL et utilise l'Interface de programmation standard de Linux, incluant Linux DVB API et Linux Infrared Remote Control.

### Firmwares alternatifs
Plusieurs firmwares alternatifs, appelés aussi images, sont disponibles. Ils sont basés sur Enigma 1 ou Enigma 2 en ajoutant parfois des fonctions originales. Exemples : iCVS, Merlin, Peter Pan, OpenPLi, Sif, The Gemini Project.
Les mises à jour des firmwares officiels (DMM) sont aussi disponibles sur Internet.

### Piratage et clones
Il existe des addons et plugins capables de faire évoluer la Dreambox. Certains sont spécifiques à Enigma 1 ou Enigma 2 mais dépendent parfois aussi de la plate-forme matérielle (c.a.d. du modèle de Dreambox). Dreambox est donc un univers logiciel fragmenté. On peut citer en exemple des plugins comme Jukebox et SHOUTcast playback, ou encore des guides XMLTV, un navigateur web, une interface VLC media player pour le streaming entre PC et Dreambox. Quelques jeux célèbres ont été également adaptés sur Dreambox, comme PacMan et Tetris
Mais la Dreambox est célèbre pour d'autres plugins. Ce sont les logiciels émulateurs de CAM (Module d'Accès Conditionnel). Ces plugins émulent les systèmes de cryptage (mais non les secrets cryptographiques et les droits d'accès contenus dans les cartes à puce) mis en œuvre pour différents bouquets par des sociétés comme VideoGuard, Nagravision, Viaccess, Irdeto Access ou Conax. Ils évitent ainsi l'achat d'un CAM dédié à chaque bouquet, la Dreambox pouvant alors interagir simultanément avec les cartes de bouquets différents. On peut citer en exemple les softcams populaires suivants (clients et/ou serveurs) : CCcam, GBox, Mbox, NewCam, NewCS, OSCam, SCam.
C'est alors que couplée à ces émulateurs de CAM, les fonctionnalités initiales de la Dreambox peuvent être détournées à des fins illicites. Ainsi, des utilisateurs avertis se servent de ces émulateurs pour partager leur abonnement (card sharing) entre leurs diverses machines. La combinaison d'une connexion Internet et de ces plugins facilite en outre la mise en œuvre du card sharing entre des utilisateurs tiers, n'ayant que très peu de liens entre eux ; cette pratique qui permet de partager un abonnement entre des centaines d'utilisateurs est illégale en France et dans d'autres pays. C'est aussi en raison de cette pratique que le démodulateur a acquis sa popularité et ses volumes de vente.
Surfant sur cette pratique, un marché parallèle de Dreambox contrefaites s’est développé ces dernières années. Ces boites, fabriquées en Chine (à Shenzhen pour la plupart), sont quasiment identiques aux originales bien que moins onéreuses. Certaines offrent même ce qui peut-être perçu comme des améliorations : c'est le cas de la "Dreambox" 500 Black contrefaite qui intègre une Dreambox 500 dans le châssis noir équipant originellement la 600 PVR. Les contrefaçons prétendent ainsi aider les pirates à réduire leurs coûts. De nombreux problèmes techniques sont néanmoins signalés sur ces modèles.
Pour lutter contre cette contrefaçon, le fabricant a mis en place un système de vérification de l'origine - officielle ou non - de la Dreambox : pour ce faire, l'utilisateur entre le code fourni par sa Dreambox sur le site officiel. Un système de contrôle de clones est alors lancé côté serveur afin de confirmer l'origine officielle ou contrefaite de la Dreambox. L'utilisateur peut connaître le code en installant le Genuine Plugin fourni par Dream Multimedia et inclus dans tous les derniers firmwares pour ces appareils.

## Incompatibilité avec le format Dolby Digital Plus
Certaines chaines de la TNT française (multiplex R5 : TF1 HD, FR2 HD et M6 HD pour l'instant) émettent le son en Dolby Digital Plus (aussi appelé DDP ou AC3+); or les Dreambox équipés de tuner DVB-T ne permettent pas le décodage de ce format qui nécessite l'achat d'une licence par le fabricant. Certaines chaines appartenant à des bouquets satellites français (BisTV), ainsi qu'à la TNT espagnole, ne peuvent alors qu'être visualisées sans son.